# Vultur messii
Vultur messii — вид хижих птахів з роду кондор (Vultur) з раннього пліоцену провінції Катамарка, Аргентина.
Новий вид Vultur messii вважається єдиним дійсним викопним видом цього знакового роду птахів. Присутність викопного виду, знайденого з відкладень старше 4.8 млн років тому, збігається з підйомом Пампейських пагорбів і Анд і початком регіональної аридифікації. Існування гірських ланцюгів, що зароджувалися, також може вказувати на те, що центр походження цього роду пов'язаний з Андами, що, своєю чергою, вказує на більш раннє прибуття та диверсифікацію кондорів у Південній Америці. Вид назвали на честь Ліонеля Андреса Мессі. Вид був приблизно такого ж розміру, як андський кондор.